# Tavurvur
De Tavurvur is een actieve stratovulkaan nabij de Papoea-Nieuw-Guineaanse stad Rabaul op de noordoostelijke punt van het eiland Nieuw-Brittannië. De vulkaan vormt het actiefste onderdeel van de Rabaulcaldera (8 bij 14 km), waarbinnen hij gelegen is aan de oostelijke rand. De vulkaan is in de stad Rabaul berucht om de vele verwoestende uitbarstingen.

## Geschiedenis
Tavurvur wordt gezien als een van de actiefste vulkanen in de regio. De vulkaan barstte sinds 1767 ten minste 11 maal uit. Een van de grootste was die van 1937 (mogelijk VEI=4) toen de Tavurvur samen met de Vulcan uitbarstte, waarbij 507 mensen omkwamen en de stad Rabaul zwaar beschadigd raakte. Na nog een drietal kleinere uitbarstingen in de jaren 1940 bleef het een aantal decennia rustig boven de grond.
In 1994 startte een nieuwe periode van activiteit, toen de Tavurvur samen met de Vulcan opnieuw uitbarstte (mogelijk VEI=4) en een grote laag as op een deel van de stad neerdaalde, waarop een groot deel van Rabaul en de provincieregering de stad ontvluchtte. De regionale overheid vestigde zich daarop in de nieuwe provinciehoofdstad Kokopo.
Sinds de uitbarsting in 1994 volgden (meest kleinere) uitbarstingen in 2002, 2005, 2006, 2010, 2011 en recent in 2014.

### Oktober 2006
De wat grotere uitbarsting in 2006 vond op 7 oktober plaats (mogelijk VEI=4), waarbij ramen tot op 12 kilometer afstand uit de sponningen werden geblazen en een aspluim van 18 kilometer de stratosfeer werd ingeblazen. De wind blies de as echter ditmaal een andere richting dan Rabaul op.

### Augustus 2014
Op 29 augustus vond wederom een grote maar korte strombolische eruptie plaats, waarbij de vulkaan in korte tijd grote hoeveelheden as en gloeiende lavafonteinen uitstootte. De aswolk bereikte een hoogte van 16000 voet (ofwel ca. 5 km hoogte). Na de korte hevige eruptie zijn alleen nog stoomwolken boven de vulkaan te zien. De bruine as die als fall-out het eiland bedekt zorgt voor overlast, maar de bewoners hoeven niet direct geëvacueerd te worden.

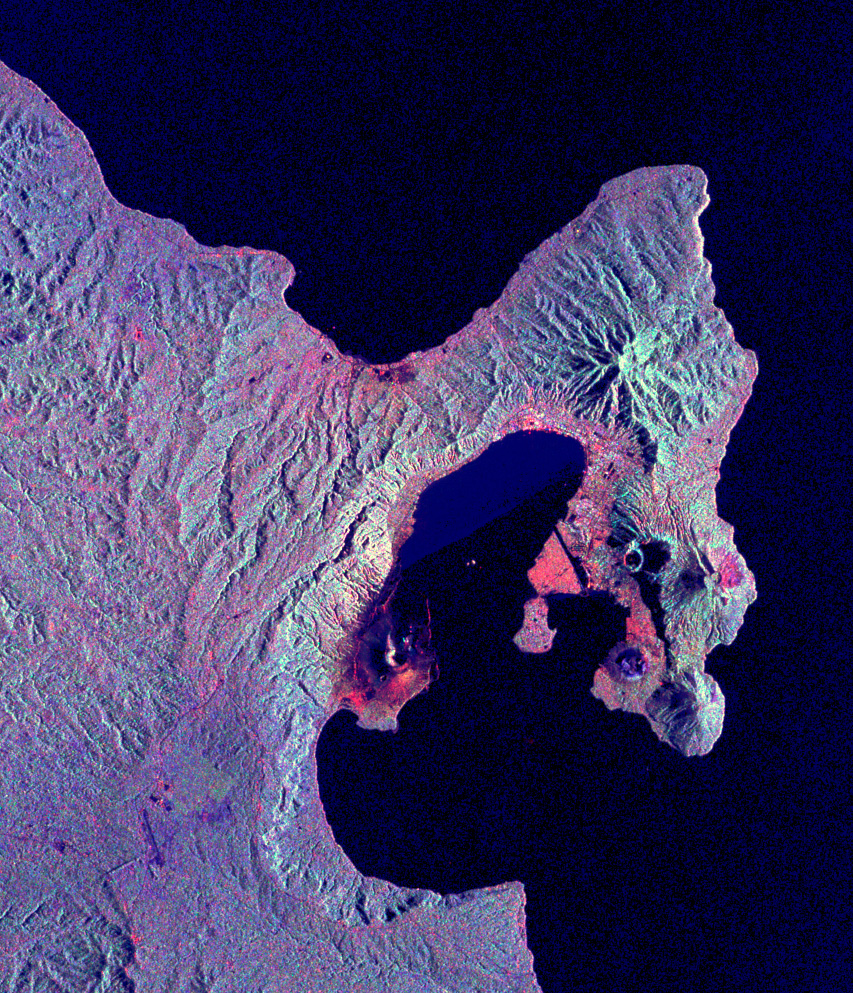
Rabaulcaldera vanuit de ruimte